# 塩竈神社 (和歌山市)
塩竈神社（しおがまじんじゃ）は、和歌山県和歌山市和歌浦中にある神社。鹽竈神社とも書かれる。

## 歴史
1917年（大正6年）、鹽竈神社は玉津島神社（玉津嶋神社）の祓所から神社になった。海産物、安産の神として信仰されてきた神社で、神体の塩槌翁尊は輿の窟という岩穴に鎮座する。
結晶片岩でできた鏡山の南面に位置する。岩肌は曝れた木理のような観を呈することから伽羅岩と呼ばれ、岩と松の組み合わさった風景が玉津島の原風景を今に伝える。祠は、海風により自然に形成された洞窟である。祠の中には小さな拝殿が造られている。元は玉津島神社の抜所で、輿ノ窟（こしのいわや）と呼ばれていた。輿ノ窟（こしのいわや）と呼ばれていた理由は、かつて浜降り神事の際に神輿が奉置される場所であったからである。浜降りとは、毎年9月16日に高野山の地主神である天野丹生都比売神社の神輿が、紀の川沿いをはるばる玉津嶋神社まで渡御し、翌日に日前宮へと御行してゆく神事をいい、神輿が玉津嶋神社で一晩奉置されるところが興ノ窟であった。浜降り神事はその起源を古代にまで遡ることができると考えられるが、鎌倉時代に一時中断された時期があり、文保2年（1318年）に再開されたことが記録に残されている。その後戦国期に途絶え、近世には天野社の鳥居外から玉津嶋神社を遥拝するなどの神事になっている。ただ、この窟に対する信仰は、浜降り神事に限られたものではなく、江戸時代後期には、「しおかま」の名で信仰の対象になっていた。江戸時代の和歌山では「一に権現（紀州東照宮）、二に玉津島、三に下り松、四に塩竃よ」と歌われ、塩田の塩を焼く釜からこの名が付けられたという。また、古くから安産の守神として祀られてきたことが考えられる。現在も安産の守護として、人々に親しまれている。
神社近くの小高い丘には、干潟を望むかのように山部赤人の有名な歌碑が建っている。近くには家庭円満の守り神として多くの人の信仰を集めてきた樹齢数百年の大木「和合の松」があったが、2012年（平成24年）6月に倒壊した。和歌の浦のシンボルでもあった姿を復活させようと、通常難しいとされる挿し木によるクローン苗を使って、2018年4月に元の場所に植樹された。
当社を含めて一帯が国指定史跡・名勝の和歌浦となっている。

## 境内
- 本殿 - 輿の窟と呼ばれる。
- 拝殿

## 祭礼
- 9月16日 - 例祭

## 文化財

### 国指定史跡・名勝
- 和歌浦 塩竃神社境内地 - 国指定史跡・名勝の和歌浦に当社の境内地が含まれている。

## 交通
- 南海和歌山市駅、JR和歌山駅から和歌山バス新和歌浦行きに乗車し『玉津島神社前』下車すぐ。